# نفروپتاح
|                   |   |     |     |     |
| \| \| \| \| \| \| |   |     |     |     |
|                   |   |     |     |     |
| p · t             | H | nfr | nfr | nfr |

| p · t | H | nfr | nfr | nfr |

|                   |   |     |     |     |
| \| \| \| \| \| \| |   |     |     |     |
|                   |   |     |     |     |
| p · t             | H | nfr | nfr | nfr |

| p · t | H | nfr | nfr | nfr |

|                   |   |     |     |     |
| \| \| \| \| \| \| |   |     |     |     |
|                   |   |     |     |     |
| p · t             | H | nfr | nfr | nfr |

| p · t | H | nfr | nfr | nfr |

|                   |   |     |     |     |
| \| \| \| \| \| \| |   |     |     |     |
|                   |   |     |     |     |
| p · t             | H | nfr | nfr | nfr |

| p · t | H | nfr | nfr | nfr |

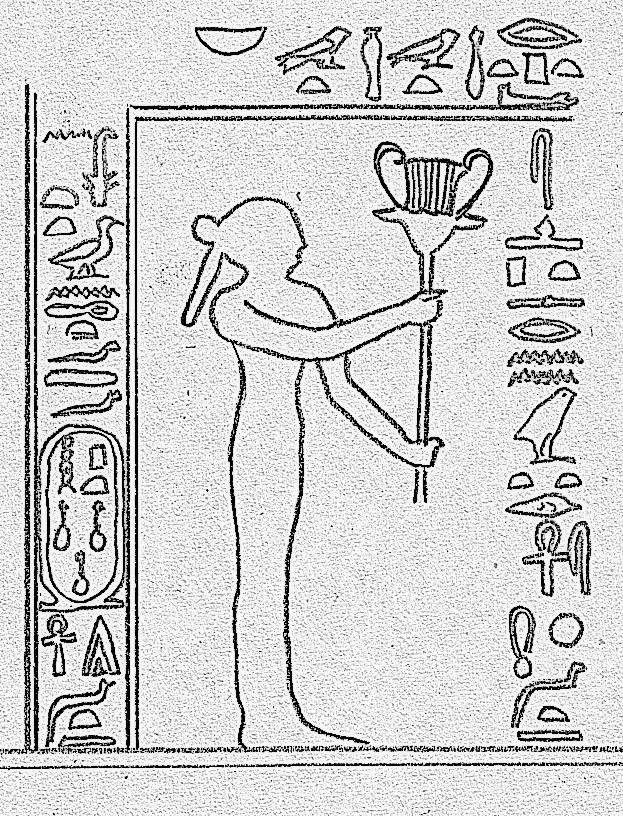
نفروپتاح، به‌دست آمده از مدینه مادی

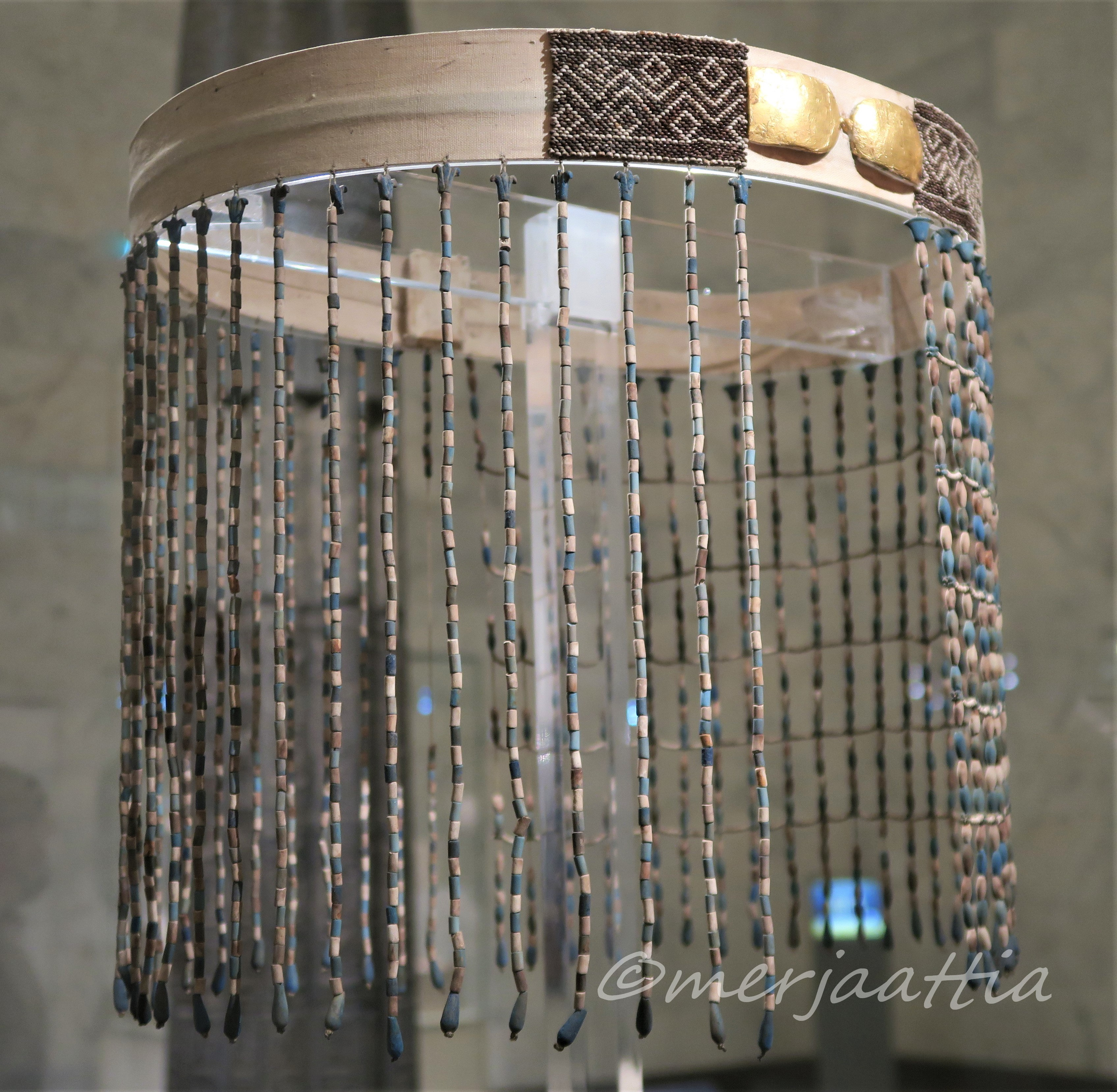
پیش‌بند تشییع جنازه نفروپتاح.

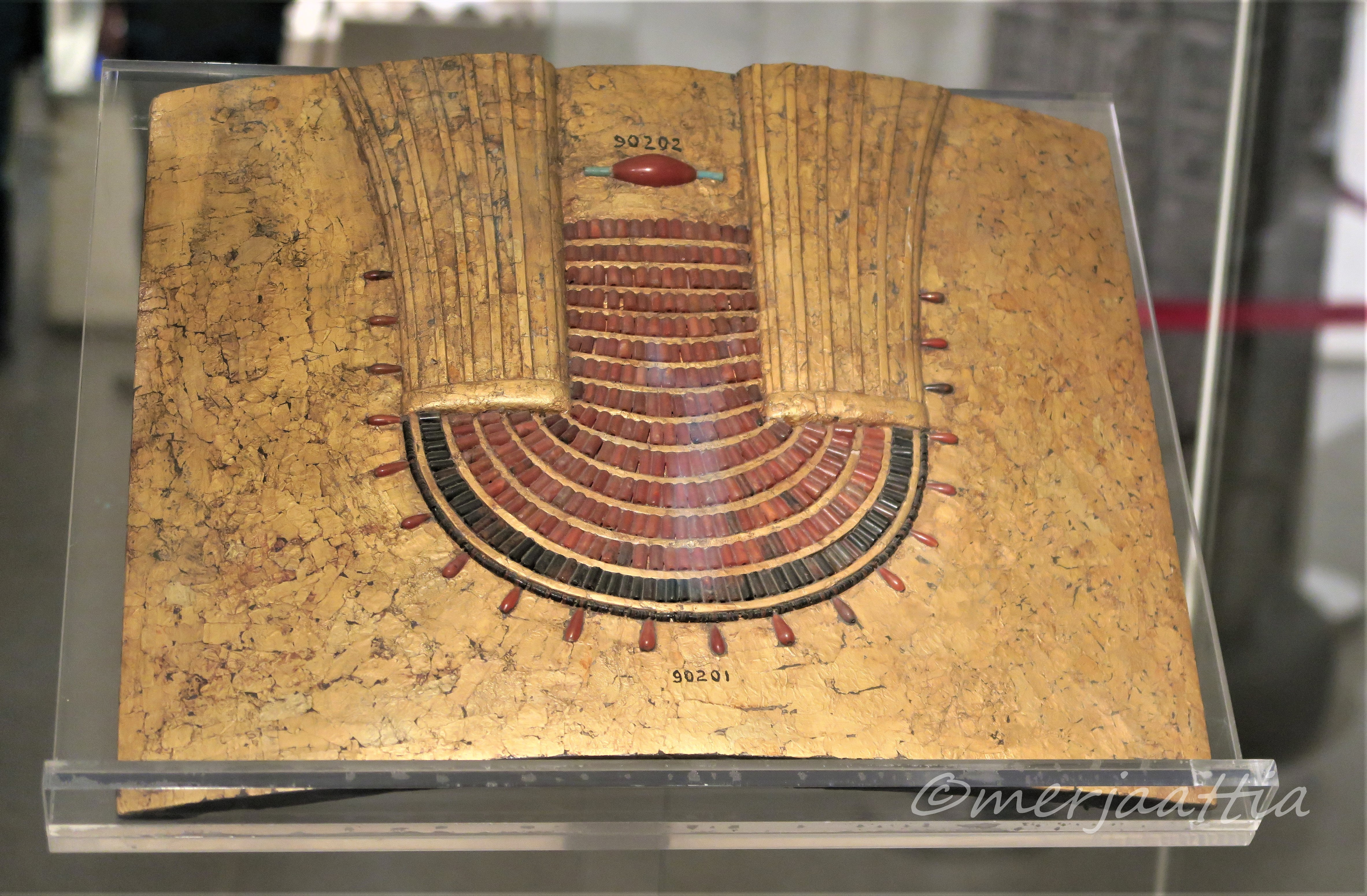
سینه‌آویزی نفیس متعلق به نفروپتاح.

نفروپتاح (به انگلیسی: Neferuptah) یا پتاح‌نفرو دختر پادشاه مصر آمنمهات سوم (حدود ۱۸۶۰ قبل از میلاد تا ۱۸۱۴ قبل از میلاد) از دودمان دوازدهم مصر بود. خواهر او فرعون سوبک‌نفرو بود.
نفروپتاح یکی از نخستین زنان سلطنتی است که نامش در کارتوش نوشته شده است. اگرچه او هرگز لقب «همسر پادشاه» را نداشت، اما باید از جایگاه ویژه‌ای برخوردار بوده باشد. این احتمال وجود دارد که او به عنوان یک حاکم آینده در نظر گرفته شود.
عناوین او شامل عضوی از نخبگان، نظرکردهٔ بزرگ، ستایش‌شدهٔ بزرگ و دختر تنی محبوب پادشاه بود.
مکان دفنی برای او در مقبرهٔ پدرش در هواره المقطع آماده شد. با این حال، او در آنجا دفن نشد، بلکه در یک هرم کوچک در هواره المقطع دفن شد. مقبره او در سال ۱۹۵۶ توسط یک تیم مصری زیر نظر نجیب فراغ و زکی اسکندر دست نخورده پیدا شد که در حدود ۲ کیلومتری هرم پدرش قرار داشت و هنوز جواهرات او، یک تابوت سنگی گرانیتی، سه گلدان نقره و اشیاء دیگر در آن وجود داشت.
روی گور سنگی گرانیتی یک «دستورالعمل قربانی» پیشنهادی و کوتاه نوشته شده بود. در داخل گور سنگی، بقایای پوسیده دو تابوت چوبی پیدا شد. قسمت بیرونی با ورق طلایی تزئین شده بود. کتیبه‌های مشابهی بر روی تابوت ملکه حتشپسوت، که حدود ۳۰۰ سال بعد زندگی می‌کرد، یافت شد. قبر او بر روی پاپیروسی که در اللاهون پیدا شده است ذکر شده است. او در کنار پدرش در معبد مدینه مادی به تصویر کشیده شده است. اشیاء متعلق به او عبارتند از ابوالهول از گرانیت سیاه و تکه مجسمه ای که بر روی الفانتین یافت شده است.